# Мелница за органи, № 2
"Мелница за органи, № 2" (на английски: Organ Grinder No. 2) е американски късометражен ням филм от 1894 година на продуцента и режисьор Уилям Кенеди Диксън, заснет от компанията Едисън Манюфакчъринг Къмпъни, собственост на Томас Едисън.